# Draba stenocarpa
Draba stenocarpa är en korsblommig växtart som beskrevs av Joseph Dalton Hooker och Thomas Thomson. Draba stenocarpa ingår i släktet drabor, och familjen korsblommiga växter. Inga underarter finns listade i Catalogue of Life.